# Trolltjärnen (Arvidsjaurs socken, Lappland, 728336-163147)
Trolltjärnen är en sjö i Arvidsjaurs kommun i Lappland och ingår i Skellefteälvens huvudavrinningsområde.